# EasyMile EZ 10
La EasyMile EZ 10 est un véhicule autonome électrique. Il est déployé en 2018 dans plus de trente villes de seize pays. Il est certifié pour accueillir dix personnes mais n'a que six places assises.

## Historique de la société EasyMile
L'entreprise EasyMile SAS a été fondée en 2014 par Ligier et Robosoft Technology PTE à Toulouse,,.
À la suite d'un programme de recherche mené en collaboration par l'Institut Pascal à Clermont-Ferrand, la EZ10 a été développée dans le cadre des projets FUI VIPA (2008-2011) puis VIPAFleet (2013-2015). Le projet VIPA a ainsi permis de créer un premier véhicule prototype appelé VIPA. L'expérience accumulée à la suite d'une expérimentation menée au CHU Estaing de Clermont-Ferrand a conduit au développement d'un nouveau véhicule : l'EZ10. Le projet VIPAFleet a permis la validation de ce véhicule. Dans le même temps, l'entreprise EasyMile a été créée en 2014. 
Alstom investissait dans la société en 2017 (14 millions d'euros), puis Continental également en 2017.
En 2021, EasyMile conclut un partenariat avec les marques de Stellantis.

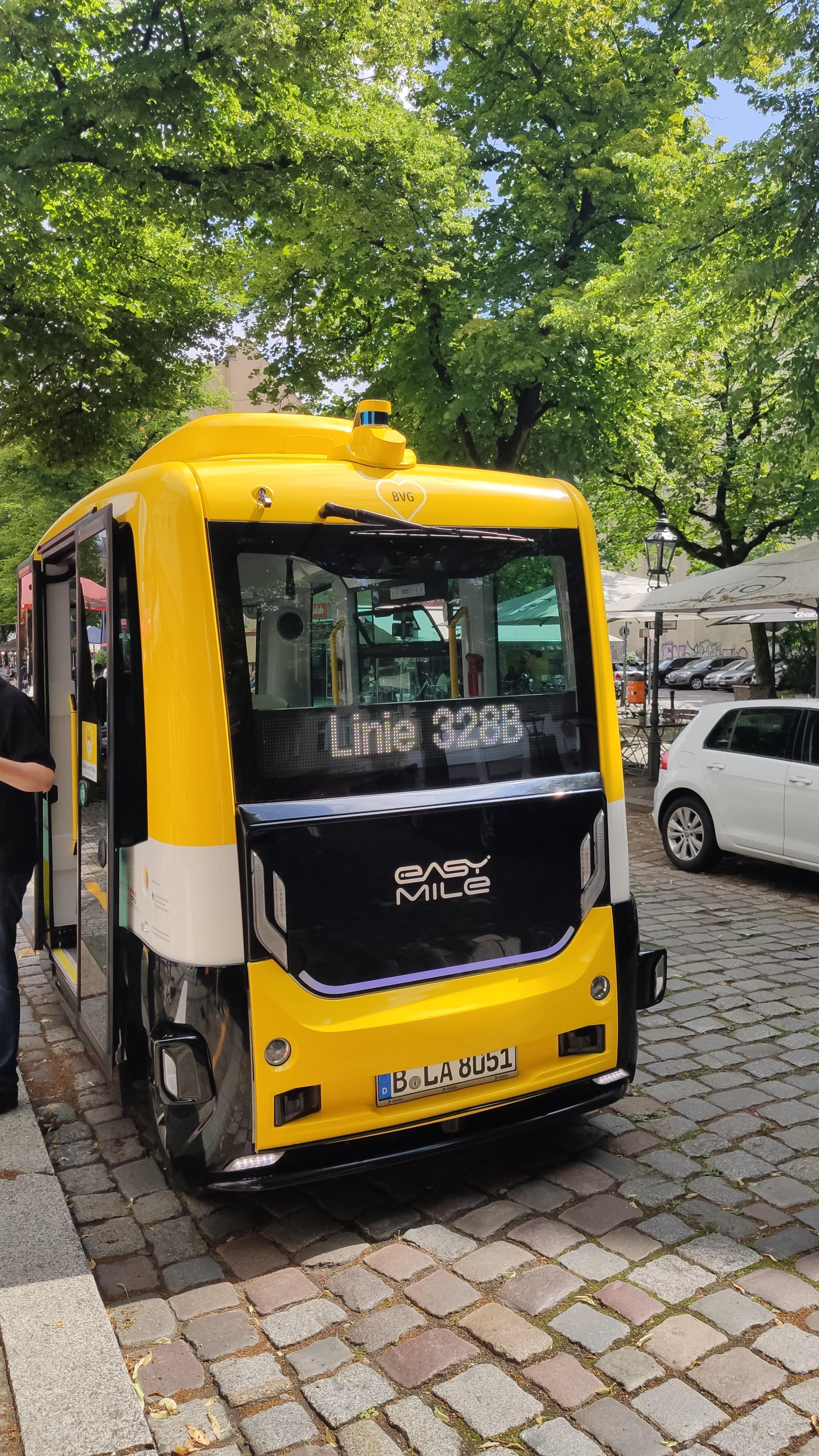
EasyMile à Berlin en juillet 2021

En avril 2023, EasyMile lance des navettes sans conducteur en Belgique, sur le site Terhills, une ancienne mine reconvertie en centre de loisirs à Dilsen-Stokkem et Maasmechelen, dans le nord du pays.

## Système d'autonomie
L'électronique embarquée pour assurer la conduite autonome :
- Lidar,
- GPS,
- Cartographie et localisation simultanées.

## Galerie d'images

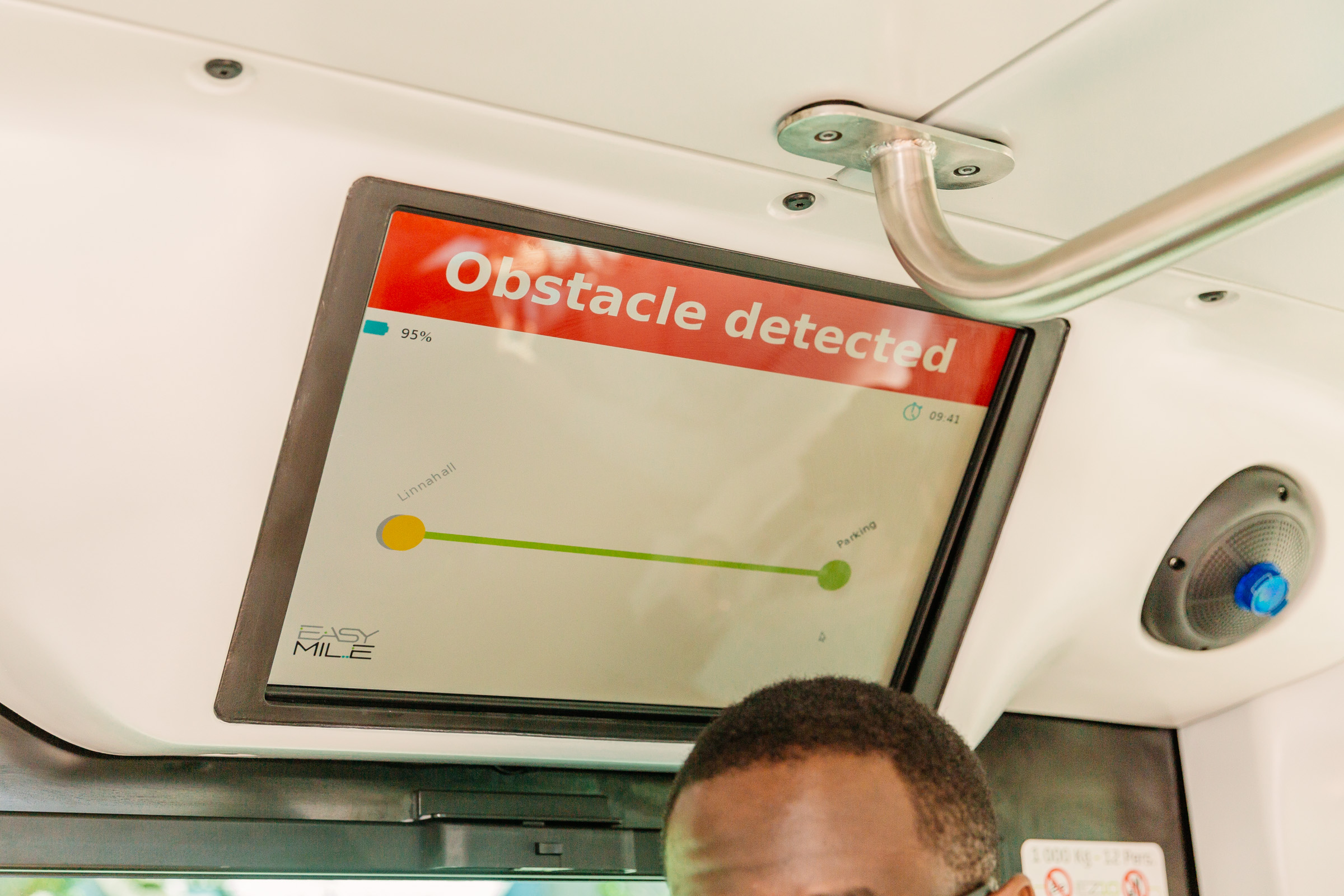
Affichage
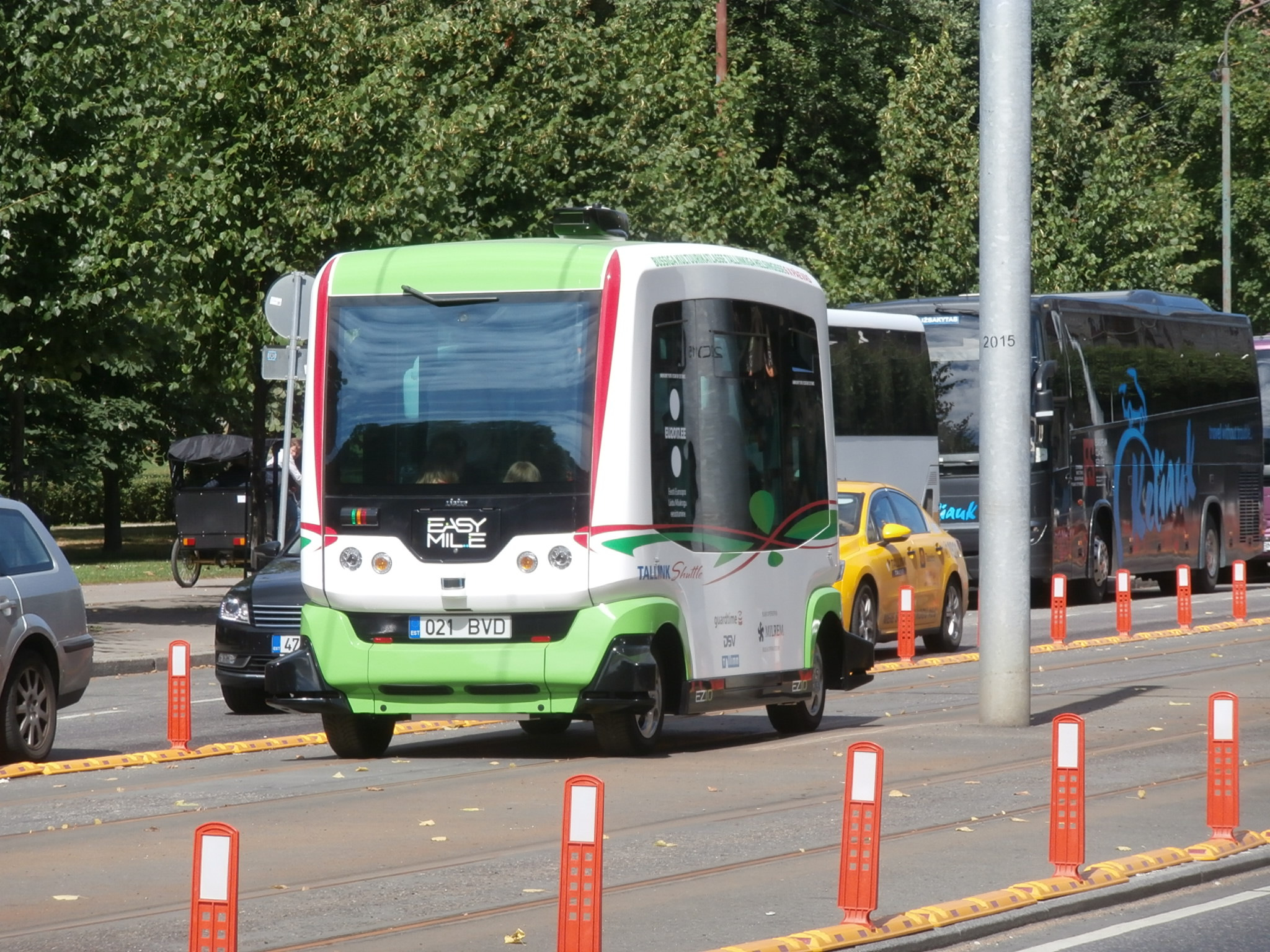
déployé à Tallinn
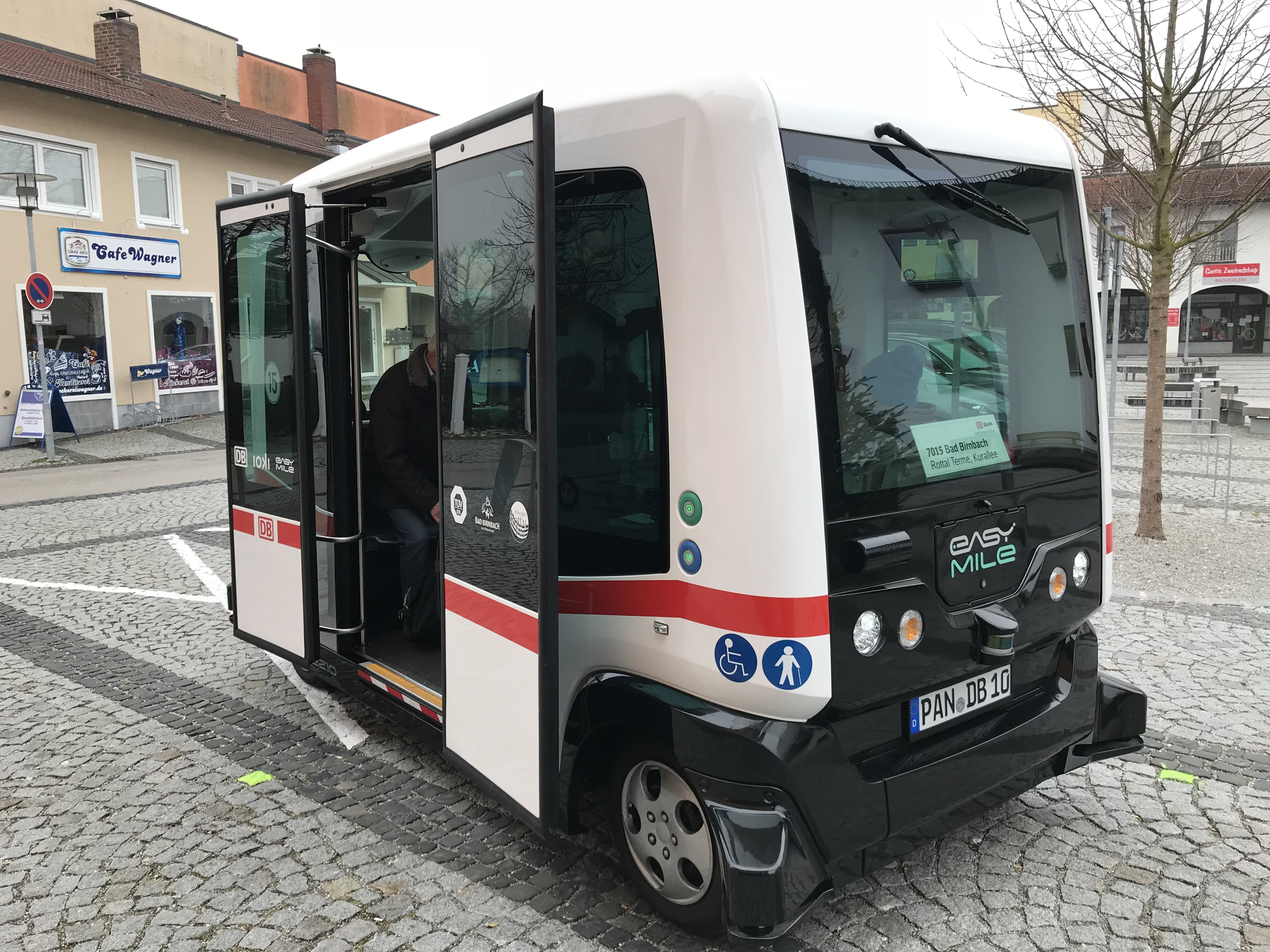
à Bad Birnbach par la Deutsche Bahn
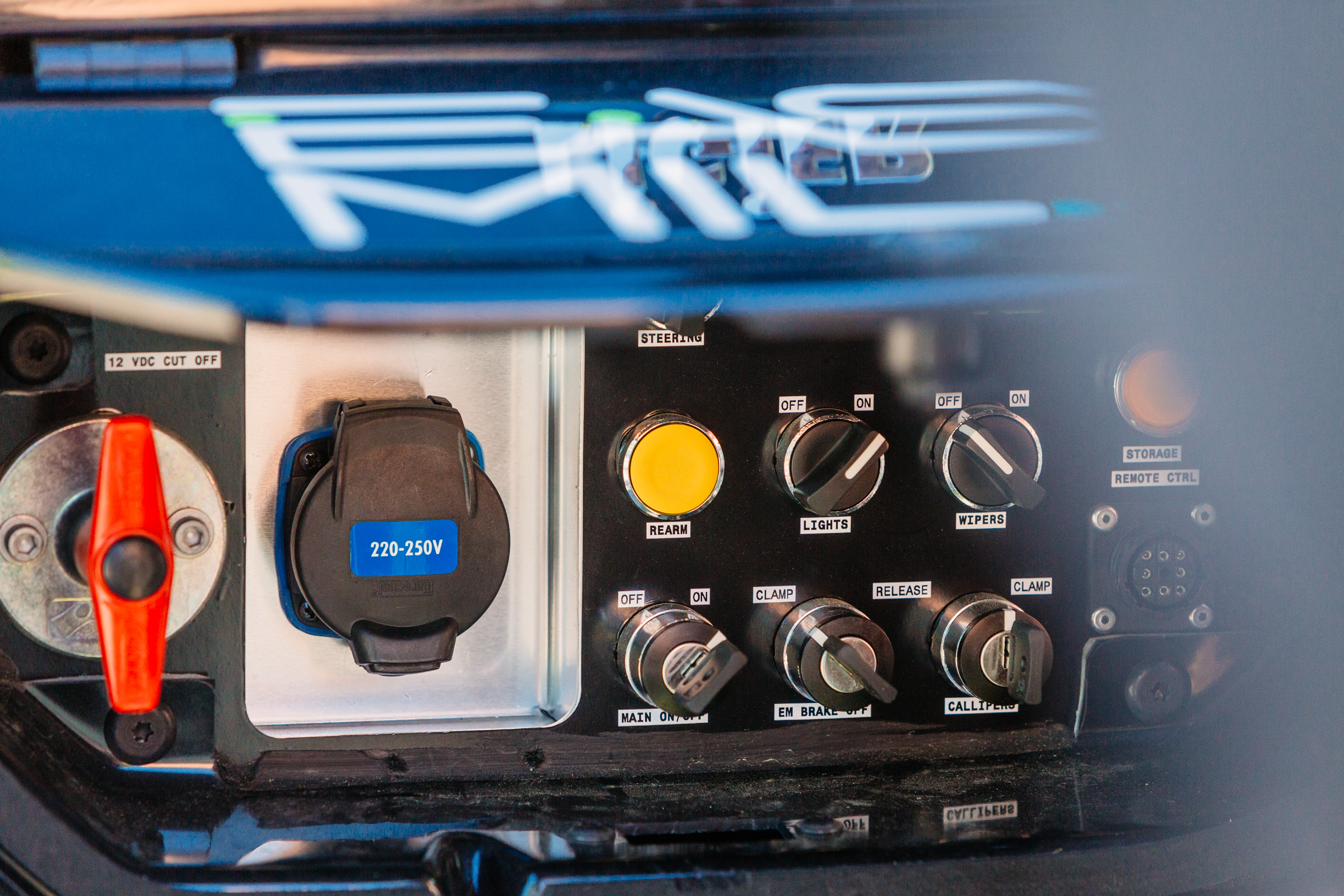
mise en marche.